# Coro Anthem
Il Coro Anthem  è un coro polifonico con sede a Monza, fondato nel 1980 da Marco Prina e diretto dal 1982 da Paola Versetti.